# 真榮田鄉敦
真榮田鄉敦（日语：／ Maeda Gōdon；2000年1月9日—），日本男演員。父親是千葉真一，哥哥是新田真劍佑，真瀨樹里是同父異母的姐姐。

## 個人生活
2023年1月，宣布與圈外女性結婚。同年7月，孩子出生，未發表性別。2024年10月初，媒體報導離婚，孩子監護權歸前妻所有。

## 作品列表

### 電影
- 小小戀歌（2019年5月24日）：飾演 譜久村慎司
- 午夜0時的吻（2019年12月6日）：飾演 濱邊彰
- 東京復仇者&東京復仇者2 血腥萬聖節篇（2021年7月9日、2023年）：飾演 三谷隆
- 尋找身體（2022年10月14日）：飾演 伊勢高廣
- 黃金神威（2024年1月19日）：飾演 尾形百之助
- 藍色時期（2024年8月9日）：飾演 矢口八虎，主演
- 吸吸吸吸吸血鬼（2025年7月4日）：飾演 森長可

### 電視劇
- NO SIDE GAME（2019年7月7日－9月15日，TBS）：飾演 七尾圭太
- 與你相遇，還有3次（2020年3月31日，關西電視台、富士電視台）：飾演 征史郎
- 我的家政夫渚先生（2020年7月7日－9月1日，TBS）：飾演 瀨川遙人
- 教場II（2021年1月3日、4日，富士電視台）：飾演 稻邊隆
- 與想變成星星的你（2021年1月5日、6日，日本電視台）：飾演 鷲上秀星，主演
- 戀愛漫畫家（2021年4月8日－6月17日，富士電視台）：飾演 二階堂藤悟
- 約定的灰姑娘（2021年7月13日－9月14日，TBS）：飾演 片岡壹成，男主角
- 筋肉人 THE LOST LEGEND（2021年10月8日－12月10日，WOWOW）：飾演 本人 / 戰爭人，主演
- 佳奈佳奈（日语：カナカナ (漫画)）（2022年5月16日，NHK綜合）：飾演 日暮正直，主演[3]
- Elpis-希望或是災難-（2022年10月24日－12月26日，關西電視台、富士電視台）：飾演 岸本拓朗
- 怎麼辦家康（2023年1月8日－12月17日，NHK）：飾演 武田勝賴
- 366日（2024年4月8日－6月17日，富士電視台）：飾演 水野遙斗
- 黃金神威-北海道刺青囚人爭奪編（2024年10月6日－12月1日，WOWOW）：飾演 尾形百之助
- 紅豆麵包（2025年7月－，NHK）：飾演 手嶌治虫[4]